# Fédération des États fédérés de Micronésie de basket-ball
La Fédération de Micronésie de basket-ball (Federated States of Micronesia Basketball Association) est une association, fondée en 1986, chargée d'organiser, de diriger et de développer le basket-ball aux États fédérés de Micronésie.
La Fédération représente le basket-ball auprès des pouvoirs publics ainsi qu'auprès des organismes sportifs nationaux et internationaux et, à ce titre, les États fédérés de Micronésie dans les compétitions internationales. Elle défend également les intérêts moraux et matériels du basket-ball micronésien. Elle est affiliée à la FIBA depuis 1986, ainsi qu'à la FIBA Océanie.
La Fédération organise également le championnat national.